# 佐賀県道316号川内野浦の崎港線
佐賀県道316号川内野浦の崎港線（さがけんどう316ごう かわちのうらのさきこうせん）は、佐賀県伊万里市を通る一般県道である

## 概要
伊万里市東山代町川内野から伊万里市山代町立岩に至る。

### 路線データ
- 起点：佐賀県伊万里市東山代町川内野（佐賀県道・長崎県道5号伊万里松浦線交点）
- 終点：佐賀県伊万里市山代町立岩（国道204号交点）

## 地理

### 通過する自治体
- 伊万里市

### 交差する道路
| 交差する道路                      | 交差する場所   | 交差する場所 |
| --------------------------------- | -------------- | ------------ |
| 佐賀県道・長崎県道5号伊万里松浦線 | 東山代町川内野 | 起点         |
| 佐賀県道243号浦の崎停車場線       | 山代町立岩     |              |
| 国道204号 国道383号 重複          | 山代町立岩     | 終点         |

### 交差する鉄道
- 松浦鉄道西九州線

### 沿線
- 伊万里市立山代西小学校
- 松浦鉄道西九州線 浦ノ崎駅